# Segenuci
Segenuci (bur. Segeenuud) – plemię w składzie Buriatów. Obszar tradycyjnego zamieszkiwania Segenutów rozciąga się od górnego biegu Leny na wschodzie do ujścia Angary i Oki na północnym zachodzie, W centralnej części włączono doliny Obusy i Oudy. Segenuci zamieszkują również wyspę Olchon, w Dolinie Barguzinskiej i na terenie stepu Kudaryńskiego w rejonie delty Selengi.

## Etnonim
Etnonim segeen (segeened, segeenuud, segenuud, cegenuud) wraz z „өlөd”, świadczy o dawnym ojrackim pochodzeniu. Znaczenie etnonimu Sega można wyjaśnić z buriackiego Sega – „niebieski”, „jasnoniebieski”. Być może nosiciele tego etnonimu mieli sztandar koloru niebieskiego. Etnonim można również powiązać z terminem „Sygin” oznaczającym władcę. Charakterystyczne w tym przypadku są legendy o niegdyś potężnych i licznych Segenutach, którzy nieustannie napadali i plądrowali nielicznych w przeszłości Echirytów i Bulagatów. W ten sposób nazwa potoczna w stosunku do arystokratycznego klanu – „Sygin” mogła przerodzić się w etnonim, który pod wpływem fonetyki języka buriackiego zyskał współczesną formę.

## Historia
W okresie X–XII wieku w Nadbajkalu z ludności, głównie ojrackiego pochodzenia na północnych obrzeżach, utworzyła się wspólnota określana później mianem Sagenut-olet. Powstała również Wspólnota Terytorialna na czele z ikiresami – odłamem środkowoazjatyckiego plemienia mongolskiego, w górnym biegu rzeki Leny i rzeki Kudy.
Segenuci w XV–XVI wieku rozpadli się na dwie wspólnoty – Ikinat i Segenut. Ikinaci rozprzestrzenili się w kierunku północno-zachodnim, Segenuci pozostali w górnym biegu Leny. Wspólnota Segenutów rozpadła się na nierówne części w czasie wzmocnienia Bulagatów i Echirytów oraz ich ekspansji terytorialnej. Następnie część Segenów przeniosła się na Olchon, do Doliny Barguzyńskiej i na teren Stepu Kudaryńskiego.

## Rody Segenutów
W składzie wielkiego plemienia Segenutów pojawiają się takie rody, jak Segenud, Ikinad, Zungar, Bykod (Buhud, Byhed, Bykot), Nojod, Manholud, Tugud, Szebhen, Hajtal, Durlaj, Torgoud, Baruun Gar, Haranuud, Szaranuud, Boronuud Jabcha Ugar, Balai-Segenud. Według buriackich legend Segenuci-Oleci są potomkami legendarnego Barga-Batorego, który miał trzech synów: Olędę, Buriadaj i Horidę. Od najstarszego syna Olęda (Oludaja) wywodzili się Segenutowie-Oleci, od Buridaja – Bulagata i Echirita, od Horidia – Hori-Buriata.
Według legend wiele rodów wchodzących w skład wielkiego plemienia Segenutów miało wspólne pochodzenie. O dawnych związkach między wiercholenskimi Segenutami a udyńskimi Noetami często wspomina się w genealogicznych legendach Noetów. Ustna tradycja Segenutów odnosi ich rodowód do Segena, Ikinat, przodek Ikinatów, według legend był jego bratankiem. Podobne legendy są przekazywane kolejnym pokoleniom w niektórych małych plemionach, przeważnie osiedlonych na północnych obrzeżach terytorium zajmowanego przez plemiona buriackie, takich jak Zungar, Bykot, Tugut, Hajtal, Shebheng, Manholut.